# Piernikarska Grzęda
Piernikarska Grzęda – wypukła podłużna forma ukształtowania terenu, w południowo-zachodniej Polsce w Sudetach Wschodnich, w Masywie Śnieżnika na południowo-wschodnim zboczu wzniesienia Sadzonki.	

## Położenie
Piernikarska Grzęda, położona jest w Sudetach Wschodnich, na terenie Śnieżnickiego Parku Krajobrazowego  w środkowo-wschodniej części Masywu Śnieżnika, około 1,3 km., na południowy wschód od Śnieżnika. Po wschodniej stronie od wzniesienia Sadzonki.

## Charakterystyka
Grzęda stanowi podłużne wypuklenie na zboczu wzniesienia w kształcie grzbietu położone na poziomie 1200-1000m n.p.m., wybijające się z północno-wschodniego zbocza wzniesienia Sadzonki, wznoszącego się z "Mokrego Grzbietu". Grzęda zbudowana jest z gnejsowych skał, metamorfiku Lądka i Śnieżnika. Oś Grzędy rozciąga się na kierunku NE-SW, oddzielając  Lej Średni położony po północnej stronie od Granicznego Stoku rozciągającego się po południowej stronie. Grzęda stanowi naturalne wypuklenie na zboczu, powstałe w okresie ostatniego zlodowacenia w wyniku erozyjnej działalności lodowca, który w słabszych partiach podłoża wyżłobił w zboczu sąsiadujące z grzędą erozyjne doliny: Głęboką Jamę i Lej Średni. Stoki Grzędy porośnięte są rzadkim dolnoreglowym lasem świerkowym z domieszką buka, jodły, sosny. Las w latach 80. XX w. podczas klęski ekologicznej został częściowo zniszczony. Południowym podnóżem płynie bezimienny górski potok dopływ Kamienicy a północnym podnóżem płynie górski potok Kamienica.

## Inne
- W pobliżu Grzędy na wysokości wschodniej granicy rezerwatu przyrody "Śnieżnik Kłodzki" w przeszłości znajdował się górski schron dla bydła i pasterzy Owczarnia, po którym pozostały ruiny a dalej znajduje się Chatka pod Śnieżnikiem[1][2].

## Ciekawostka
Najbliższe okolice Grzędy stanowią ostoję kozic górskich, które przybyły w latach 70. XX wieku z terenu Czech.

## Turystyka
Nad górną częścią Grzędy, zboczem Czarci Gon prowadzi nieznakowana leśna ścieżka. Ścieżka przechodzi obok Chatki pod Śnieżnikiem oraz ruin po byłym schronie Owczarnia. Ścieżka prowadzi od węzła pod Stromą do granicy państwa.